# 邱貴芬
邱貴芬（1957年12月12日—），台中人，現為國立中興大學臺灣文學與跨國文化研究所榮譽教授，曾任台灣文學學會理事長。研究主題與專長以臺灣當代小說、文學文化理論、紀錄片研究與比較文學為主。曾二度獲國科會傑出研究獎。

## 家庭
父親在日治時期曾出國留學，母親也在日治時期讀到高中學歷。雙親為教師，家庭經濟狀況不錯，也因為母親的關係，讓邱貴芬一步步取得博士學位。

## 生平
在1992年開始投入台灣女性文學論述，持續以後殖民女性主義觀點探討台灣文學和文學現象，並在1997年集結1992年至1996年間發表的論述，出版第一本評論集《仲介台灣．女人》。早期邱貴芬被視為本土派學者，然而其對於鄉土的想像則是「垃圾遍野，水源污染，市區處處違章建築，騎樓被霸佔以至於寸步難移」，也因為重疊雜亂的鄉土印象，更讓邱貴芬轉而從女性觀點、殖民女性主義等面向探討鄉土小說。
從2014年開始，配合中興大學李德財校長的治校方向，邱貴芬與中興大學跨領域數位團隊合作，嘗試承襲先前國科會數位典藏與數位學習國家型科技計畫的經驗。先是建構「環境臺灣數位人文平臺」（現已下線），匯集中興大學相關研究計畫成果，整合校內既有環境生態資源；後續建置了數個臺灣重要作家的網站，進行「台灣文學大典」計畫，此計畫由詩人楊牧命名，為一個數位台灣文學史的實驗性計畫。

### 學歷
- 美國華盛頓大學比較文學所博士（1990）
- 美國威斯康辛大學比較文學所碩士（1982）
- 國立臺灣大學外文系學士（1980）

### 教學經歷
- 靜宜大學外文系講師（1983年～1984年、1988年～1990年）
- 中興大學外文系教授（1990年～2004年）
- 英國劍橋大學訪問學人（1997年～1998年）
- 中興大學外文系教授系主任（2000年～2002年）
- 中華民國比較文學會理事長（2000年～2002年）
- 清華大學臺文所教授（2004年～2008年）
- 中興大學臺灣文學與跨國文化研究所教授（2008年～）
- 中興大學臺灣文學與跨國文化研究所所長（2008～2011年）
- 中興大學人文與社會科學研究中心主任（2009年～2011年、2013年～2015年）

### 反對國光石化開發
- 2010年4月，時任中興大學人社中心主任的邱貴芬，為了深入了解彰化海岸環境與國光石化設廠爭議，邀請莊秉潔、吳明義等多位教授至芳苑海岸參訪。並與彰化縣環境保護聯盟理事長蔡嘉陽有過交流。

- 2010年6月，邱貴芬、陳吉仲、莊秉潔等多位教授發起連署反對國光石化開發，間接促成學者與學生連署行動。[7]

## 著作
- 《仲介台灣．女人︰後殖民女性主義的台灣閱讀》（台北：元尊出版公司，1997）
- 《「(不)同國女人聒噪」：訪談台灣當代女作家》（台北：元尊出版公司，1998）
- 主編《日據以來台灣女作家小說選讀上、下冊》（台北：女書文化出版公司，2001）
- 《後殖民及其外》（台北：麥田出版公司，2003）
- 《「看見台灣」：台灣新紀錄片研究》（台北：台大出版社，2016，科技部專書寫作計畫補助）
- 《台灣文學的世界之路》（台北：政大出版社，2023）

## 外部連結
- 中興大學臺文所邱貴芬簡歷 （页面存档备份，存于）
- 邱貴芬的首頁官方网站
- 邱貴芬的Facebook專頁